# Agamedes
Agamedes (gr.: Ἀγαμήδης, Agamedes) – syn króla Arkadii Stymfalosa, słynny budowniczy. Postać z mitologii greckiej.

## Życiorys
Agamedes był synem Stymfalosa, a prawnukiem Arkasa. Poślubił Epikaste, która miała już ze związku z Apollonem syna Trofoniosa. Epikaste urodziła Agamedesowi syna Kerkyona. Agamedes wspólnie z synem i pasierbem wzniósł wiele słynnych budowli. Do najsłynniejszych należą: komnata weselna Alkmeny w Tebach, świątynia Apollona w Delfach, świątynia Posejdona w Arkadii, przy drodze z Mantinei do Tegei i skarbiec króla Hyrii, Hyrieusa, w Beocji. Budując skarbiec dla Hyrieusa, Agamedes i Trofonios tak zręcznie podobno ustawili skałę, że bez trudu mogli ją odsunąć. W nocy okradli więc króla. Hyrieus, spostrzegłszy szkodę, poprosił o pomoc Dedala, który przygotował zasadzkę. Agamedes wpadł do niej, a Trofonios, obawiając się, że mógłby on wyjawić imię swego wspólnika, odciął mu głowę. Zaraz też rozstąpiła się ziemia i pochłonęła Trofoniosa. W gaju Lebadei istniała potem wyrocznia Trofoniosa, gdzie przynoszono dary i wzywano imienia Agamedesa.
Według innej wersji mitu Agamedes i Trofonios zażądali od Apollona zapłaty za wybudowaną dla niego świątynię. Ten obiecał uiścić zapłatę po ośmiu dniach. Tymczasem poradził im, by korzystali z życia. Ósmego dnia Agamedes i Trofonios zmarli. Była to najlepsza zapłata, jaką mógł im dać bóg.

## Rodowód
Agamedes pochodził od Arkasa, syna Zeusa i Kallisto.